# 卡洛斯·丰塞卡

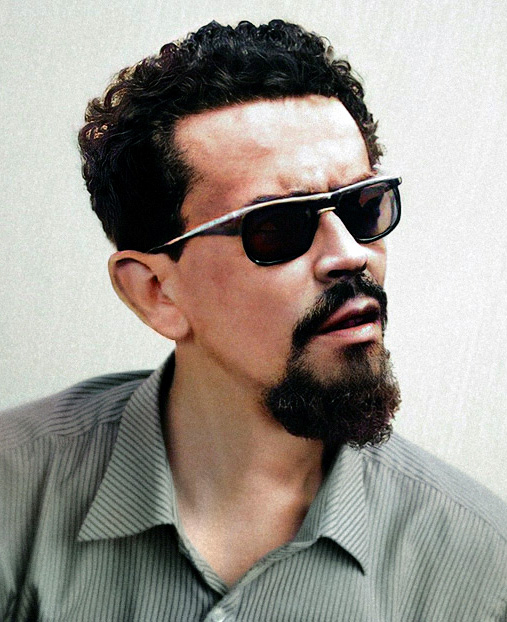
1970年的卡洛斯·丰塞卡

卡洛斯·丰塞卡·阿马多尔（西班牙語：Carlos Fonseca Amador；1936年6月23日—1976年11月8日）是尼加拉瓜的一个教师、图书管理员和革命家。他出生于马塔加尔帕省拉博里奥，是拉雷纳行政长官福斯托·阿马多尔·阿莱曼和农民兼厨师阿古斯蒂娜·丰塞卡·乌贝达的私生子，直到他上小学时才被其父承认。曾就读于尼加拉瓜国立自治大学。1955年—1959年，他是尼加拉瓜社会党的成员。因参加反对索摩查独裁政权的活动而多次被捕。1957年，他作为尼加拉瓜社会党代表前往苏联参加由世界民主青年联盟组织的第六届世界青年與學生聯歡節。1961年，受古巴革命启发，他创建桑地诺民族解放阵线（桑解阵）。1962年，他领导桑解阵成员在马塔加尔帕省西北部靠近科科河和博凯河交汇处的地点开始从事武装斗争。1969年1月，他被桑解阵任命为政治和军事首领。1976年，他在塞拉亚省的山区被索摩查独裁政权的部队俘获和杀害，尸体被送往首都马那瓜检验。1979年，桑解阵夺取政权；后来，追授丰塞卡“尼加拉瓜民族英雄”和“桑地诺人民革命总司令”的称号。
他是桑地诺主义的主要提出者。